# Selección de fútbol sub-20 de Indonesia
La Selección de fútbol sub-20 de Indonesia, conocida también como la Selección juvenil de fútbol de Indonesia, es el equipo que representa al país en la Copa Mundial de Fútbol Sub-20, el Campeonato Juvenil de la AFC y en el Campeonato Juvenil de la ASEAN; y es controlada por la Asociación de Fútbol de Indonesia.

## Palmarés
- Campeonato Juvenil de la AFC: 1

1961
- - Finalista: 2

1967, 1970
- Campeonato Juvenil de la ASEAN: 1

2013

## Estadísticas

### Mundial Sub-20
| Récord     | Récord         | Récord       | Récord       | Récord       | Récord       | Récord       | Récord       | Récord |
| Sede / Año | Resultado      | J            | G            | E1           | P            | GF           | GC           |        |
| ---------- | -------------- | ------------ | ------------ | ------------ | ------------ | ------------ | ------------ | ------ |
| 1977       | No clasificó   | No clasificó | No clasificó | No clasificó | No clasificó | No clasificó | No clasificó |        |
| 1979       | Fase de grupos | 3            | 0            | 0            | 3            | 0            | 16           |        |
| 1981       | No clasificó   | No clasificó | No clasificó | No clasificó | No clasificó | No clasificó | No clasificó |        |
| 1983       | No clasificó   | No clasificó | No clasificó | No clasificó | No clasificó | No clasificó | No clasificó |        |
| 1985       | No clasificó   | No clasificó | No clasificó | No clasificó | No clasificó | No clasificó | No clasificó |        |
| 1987       | No clasificó   | No clasificó | No clasificó | No clasificó | No clasificó | No clasificó | No clasificó |        |
| 1989       | No clasificó   | No clasificó | No clasificó | No clasificó | No clasificó | No clasificó | No clasificó |        |
| 1991       | No clasificó   | No clasificó | No clasificó | No clasificó | No clasificó | No clasificó | No clasificó |        |
| 1993       | No clasificó   | No clasificó | No clasificó | No clasificó | No clasificó | No clasificó | No clasificó |        |
| 1995       | No clasificó   | No clasificó | No clasificó | No clasificó | No clasificó | No clasificó | No clasificó |        |
| 1997       | No clasificó   | No clasificó | No clasificó | No clasificó | No clasificó | No clasificó | No clasificó |        |
| 1999       | No clasificó   | No clasificó | No clasificó | No clasificó | No clasificó | No clasificó | No clasificó |        |
| 2001       | No clasificó   | No clasificó | No clasificó | No clasificó | No clasificó | No clasificó | No clasificó |        |
| 2003       | No clasificó   | No clasificó | No clasificó | No clasificó | No clasificó | No clasificó | No clasificó |        |
| 2005       | No clasificó   | No clasificó | No clasificó | No clasificó | No clasificó | No clasificó | No clasificó |        |
| 2007       | No clasificó   | No clasificó | No clasificó | No clasificó | No clasificó | No clasificó | No clasificó |        |
| 2009       | No clasificó   | No clasificó | No clasificó | No clasificó | No clasificó | No clasificó | No clasificó |        |
| 2011       | No clasificó   | No clasificó | No clasificó | No clasificó | No clasificó | No clasificó | No clasificó |        |
| 2013       | No clasificó   | No clasificó | No clasificó | No clasificó | No clasificó | No clasificó | No clasificó |        |
| 2015       | No clasificó   | No clasificó | No clasificó | No clasificó | No clasificó | No clasificó | No clasificó |        |
| 2017       | No clasificó   | No clasificó | No clasificó | No clasificó | No clasificó | No clasificó | No clasificó |        |
| 2019       | No clasificó   | No clasificó | No clasificó | No clasificó | No clasificó | No clasificó | No clasificó |        |
| 2023       | No clasificó   | No clasificó | No clasificó | No clasificó | No clasificó | No clasificó | No clasificó |        |
| Total      | 1/23           | 3            | 0            | 0            | 3            | 0            | 16           |        |

1- Los empates incluyen partidos definidos por penales.
| AFC U-19 Championship | AFC U-19 Championship | AFC U-19 Championship | AFC U-19 Championship | AFC U-19 Championship | AFC U-19 Championship | AFC U-19 Championship | AFC U-19 Championship |
| Año                   | Ronda                 | J                     | G                     | E                     | P                     | GF                    | GC                    |
| --------------------- | --------------------- | --------------------- | --------------------- | --------------------- | --------------------- | --------------------- | --------------------- |
| 1959                  | No participó          | No participó          | No participó          | No participó          | No participó          | No participó          | No participó          |
| 1960                  | 4.º Lugar             | 4                     | 2                     | 0                     | 2                     | 16                    | 10                    |
| 1961                  | Campeón1              | 4                     | 2                     | 3                     | 0                     | 7                     | 4                     |
| 1962                  | 3.er lugar            | 3.er lugar            | 3.er lugar            | 3.er lugar            | 3.er lugar            | 3.er lugar            | 3.er lugar            |
| 1963                  | No participó          | No participó          | No participó          | No participó          | No participó          | No participó          | No participó          |
| 1964                  | 4.º lugar             | 4.º lugar             | 4.º lugar             | 4.º lugar             | 4.º lugar             | 4.º lugar             | 4.º lugar             |
| 1965                  | No participó          | No participó          | No participó          | No participó          | No participó          | No participó          | No participó          |
| 1966                  | No participó          | No participó          | No participó          | No participó          | No participó          | No participó          | No participó          |
| 1967                  | Finalista             | 6                     | 4                     | 1                     | 1                     | 17                    | 8                     |
| 1968                  | No participó          | No participó          | No participó          | No participó          | No participó          | No participó          | No participó          |
| 1969                  | Fase de grupos        | 3                     | 0                     | 2                     | 1                     | 5                     | 6                     |
| 1970                  | Finalista             | Finalista             | Finalista             | Finalista             | Finalista             | Finalista             | Finalista             |
| 1971                  | Fase de grupos        | 3                     | 0                     | 1                     | 2                     | 1                     | 4                     |
| 1972                  | Cuartos de Final      | 4                     | 2                     | 0                     | 2                     | 7                     | 6                     |
| 1973                  | No participó          | No participó          | No participó          | No participó          | No participó          | No participó          | No participó          |
| 1974                  | No participó          | No participó          | No participó          | No participó          | No participó          | No participó          | No participó          |
| 1975                  | Fase de grupos        | 3                     | 1                     | 0                     | 2                     | 2                     | 7                     |
| 1976                  | Cuartos de Final      | 4                     | 1                     | 2                     | 1                     | 5                     | 3                     |
| 1977                  | No participó          | No participó          | No participó          | No participó          | No participó          | No participó          | No participó          |
| 1978                  | Cuartos de Final      | 4                     | 2                     | 0                     | 2                     | 6                     | 6                     |
| 1980                  | No clasificó          | No clasificó          | No clasificó          | No clasificó          | No clasificó          | No clasificó          | No clasificó          |
| 1982                  | No clasificó          | No clasificó          | No clasificó          | No clasificó          | No clasificó          | No clasificó          | No clasificó          |
| 1985                  | No clasificó          | No clasificó          | No clasificó          | No clasificó          | No clasificó          | No clasificó          | No clasificó          |
| 1986                  | Fase de grupos        | 3                     | 0                     | 1                     | 2                     | 1                     | 11                    |
| 1988                  | No clasificó          | No clasificó          | No clasificó          | No clasificó          | No clasificó          | No clasificó          | No clasificó          |
| 1990                  | Fase de grupos        | 3                     | 0                     | 0                     | 3                     | 3                     | 9                     |
| 1992                  | No participó          | No participó          | No participó          | No participó          | No participó          | No participó          | No participó          |
| 1994                  | Fase de grupos        | 4                     | 1                     | 2                     | 1                     | 4                     | 5                     |
| 1996                  | No clasificó          | No clasificó          | No clasificó          | No clasificó          | No clasificó          | No clasificó          | No clasificó          |
| 1998                  | No participó          | No participó          | No participó          | No participó          | No participó          | No participó          | No participó          |
| 2000                  | No clasificó          | No clasificó          | No clasificó          | No clasificó          | No clasificó          | No clasificó          | No clasificó          |
| 2002                  | No clasificó          | No clasificó          | No clasificó          | No clasificó          | No clasificó          | No clasificó          | No clasificó          |
| 2004                  | Fase de grupos        | 3                     | 0                     | 0                     | 3                     | 3                     | 12                    |
| 2006                  | No clasificó          | No clasificó          | No clasificó          | No clasificó          | No clasificó          | No clasificó          | No clasificó          |
| 2008                  | No clasificó          | No clasificó          | No clasificó          | No clasificó          | No clasificó          | No clasificó          | No clasificó          |
| 2010                  | No clasificó          | No clasificó          | No clasificó          | No clasificó          | No clasificó          | No clasificó          | No clasificó          |
| 2012                  | No clasificó          | No clasificó          | No clasificó          | No clasificó          | No clasificó          | No clasificó          | No clasificó          |
| 2014                  | Fase de grupos        | 3                     | 0                     | 0                     | 3                     | 2                     | 8                     |
| Total                 |                       | 47                    | 15                    | 12                    | 20                    | 79                    | 99                    |

| Récord | Récord         | Récord       | Récord       | Récord       | Récord       | Récord       | Récord       |
| Año    | Ronda          | J            | G            | E            | P            | GF           | GC           |
| ------ | -------------- | ------------ | ------------ | ------------ | ------------ | ------------ | ------------ |
| 2002   | Fase de grupos | 4            | 0            | 1            | 3            | 5            | 11           |
| 2005   | Fase de grupos | 4            | 2            | 1            | 1            | 13           | 8            |
| 2006   | No participó   | No participó | No participó | No participó | No participó | No participó | No participó |
| 2007   | No participó   | No participó | No participó | No participó | No participó | No participó | No participó |
| 2008   | No participó   | No participó | No participó | No participó | No participó | No participó | No participó |
| 2009   | No participó   | No participó | No participó | No participó | No participó | No participó | No participó |
| 2010   | No participó   | No participó | No participó | No participó | No participó | No participó | No participó |
| 2011   | Fase de grupos | 4            | 1            | 1            | 2            | 14           | 10           |
| 2012   | No participó   | No participó | No participó | No participó | No participó | No participó | No participó |
| 2013   | Campeón        | 7            | 5            | 1            | 1            | 14           | 5            |
| 2014   | Clasificado    |              |              |              |              |              |              |
| Total  | 4/10           | 19           | 8            | 4            | 7            | 46           | 34           |